# Crocifissione (Solari)
La Crocifissione di Andrea Solari è un dipinto a olio su tavola di pioppo conservato al Louvre di Parigi.